# Totem Pole (Tasmanie)
Pour les articles homonymes, voir Totem Pole.

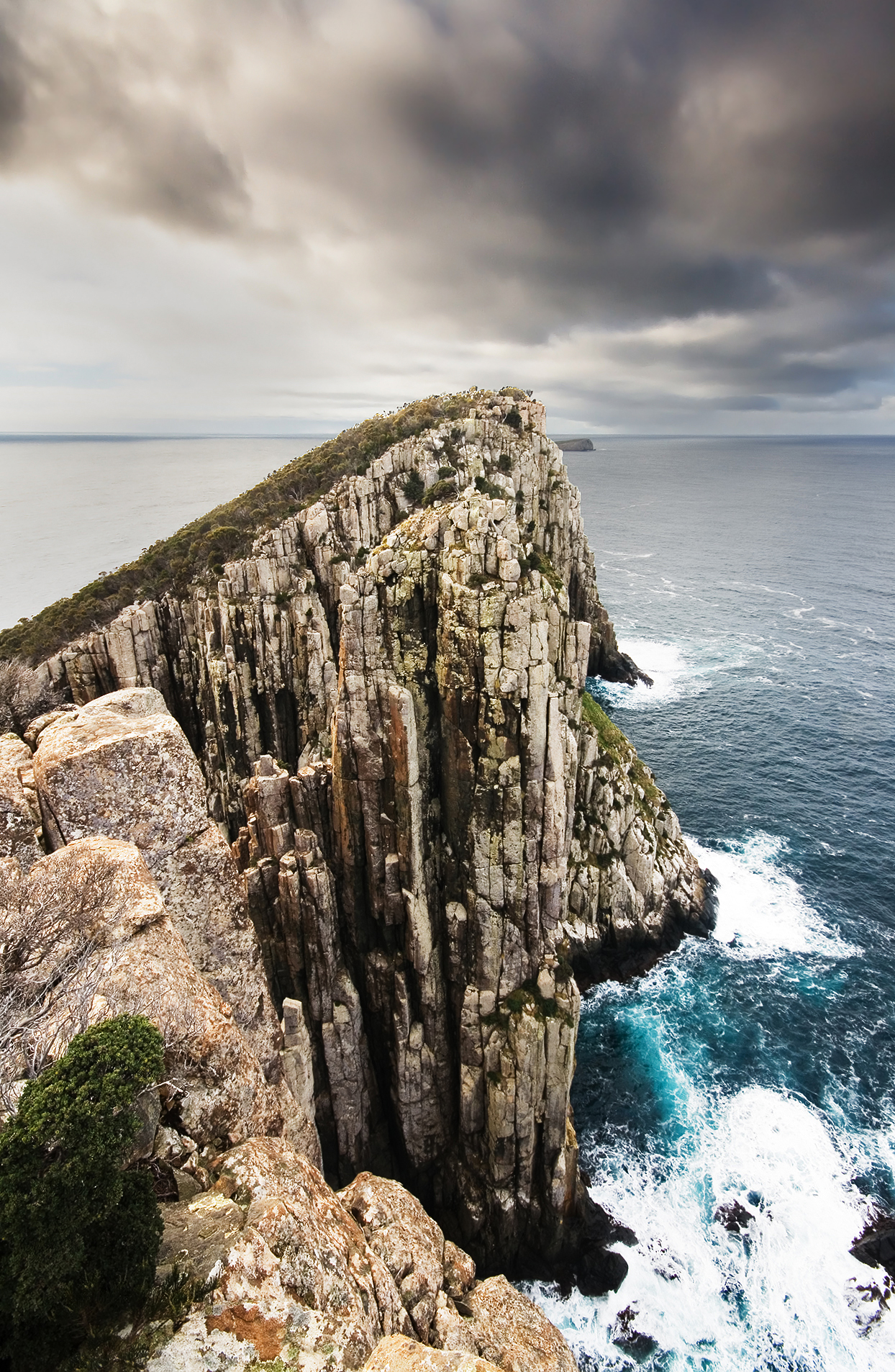
Le cap Hauy, avec le Candlestick et The Lanterns

Le Totem Pole est un stack spectaculaire de dolérite du cap Hauy de la péninsule de Tasman, au sud-est de la Tasmanie. Il mesure 65 mètres de haut, et 4 mètres de large à sa base qui plonge dans la mer. Il est à proximité d'un autre stack plus large le Candlestick (57 mètres),  dans un étroit et profond chenal qui sépare la presqu'île Tasman de la première des Lanterns, deux îles qui prolonge Cape Hauy.
Il a été gravi pour la première fois en 1968 par John Ewbank et Allan Keller, en escalade artificielle. Cette voie a été libérée en janvier 2009 par Doug McConnell and Dean Rollins (27 en cotation australienne, soit 7c en cotation française). La première en escalade libre de Totem Pole, avait été faite par Simon Mentz et Steve Monks en 1995 par la voie Free Route (25 en cotation australienne). Du sommet les grimpeurs regagnent généralement la terre ferme par une tyrolienne. 
En 1998, le grimpeur britannique Paul Pritchard y fit une chute presque fatale, aventure qu'il raconta dans son livre  The Totem Pole and a Whole New Adventure.